# TT Pro League 2015/16
Die TT Pro League 2015/16 war die 17. Spielzeit der höchsten nationalen Fußballwettbewerbs Trinidad und Tobagos für Männer. Die Saison begann am 25. September 2015 und endete am 21. Mai 2016. Es nahmen insgesamt zehn Mannschaften am Spielbetrieb teil.
Titelverteidiger war der Central FC, der auch in diesem Jahr den Titel gewinnen konnte.

## Modus
Die Teams traten jeweils dreimal gegeneinander an, sodass es zu insgesamt 27 Spieltagen kam.
Die beiden erstplatzierten Teams qualifizierten sich für die CFU Club Championship 2017.

## Abschlusstabelle
| Pl.                                | Verein                    | Sp. | S  | U | N  | Tore    | Diff. | Punkte |
| ---------------------------------- | ------------------------- | --- | -- | - | -- | ------- | ----- | ------ |
| 1.                                 | Central FC (M)            | 27  | 18 | 4 | 5  | 068:200 | +48   | 58     |
| 2.                                 | San Juan Jabloteh         | 27  | 17 | 3 | 7  | 051:360 | +15   | 54     |
| 3.                                 | Defence Force FC          | 27  | 14 | 7 | 6  | 054:230 | +31   | 49     |
| 4.                                 | W Connection              | 27  | 14 | 7 | 6  | 054:250 | +29   | 49     |
| 5.                                 | North East Stars FC       | 27  | 13 | 5 | 9  | 042:490 | −7    | 44     |
| 6.                                 | Police FC                 | 27  | 12 | 4 | 11 | 057:560 | +1    | 40     |
| 7.                                 | Club Sando FC (N)         | 27  | 9  | 3 | 15 | 036:570 | −21   | 30     |
| 8.                                 | Point Fortin Civic Centre | 27  | 6  | 4 | 17 | 028:560 | −28   | 22     |
| 9.                                 | Morvant Caledonia United  | 27  | 6  | 4 | 17 | 028:570 | −29   | 22     |
| 10.                                | St. Ann’s Rangers         | 27  | 3  | 5 | 19 | 026:650 | −39   | 14     |
| Quelle: rsssf.org, Stand: Endstand |                           |     |    |   |    |         |       |        |

|     | Meister und Qualifikation zur CFU Club Championship 2017 |
|     | Qualifikation zur CFU Club Championship 2017             |
| (M) | amtierender Meister der Saison 2014/15                   |
| (N) | Aufsteiger der Saison 2014/15                            |

## Torschützenliste
| Rang | Spieler          | Club              | Tore |
| ---- | ---------------- | ----------------- | ---- |
| 1    | Makesi Lewis     | Police            | 21   |
| 2    | Jason Marcano    | Central FC        | 17   |
| 3    | Marcus Joseph    | Central FC        | 15   |
| 4    | Devon Modeste    | Club Sando        | 14   |
| 5    | Nathan Lewis     | San Juan Jabloteh | 13   |
| 6    | Jerwyn Balthazar | Defence Force     | 12   |
|      | Kareem Freitas   | Police            | 12   |
| 8    | Jamal Gay        | San Juan Jabloteh | 11   |
|      | Jomal Williams   | W Connection      | 11   |
| 10   | Kerry Baptiste   | North East Stars  | 10   |

Quelle: TTProLeague.com